# Abborrtjärnarna (Färila socken, Hälsingland)
Abborrtjärnarna är en sjö i Ljusdals kommun i Hälsingland och ingår i Ljusnans huvudavrinningsområde. Sjöns area är 0,0082 kvadratkilometer och den är belägen 300 meter över havet.